# Henri Bourtayre
Pour les articles homonymes, voir Bourtayre.
Henri Bourtayre est un compositeur français né le 21 octobre 1915 à Biarritz et mort le 10 juin 2009 à Méré dans les Yvelines. Il est l'auteur de plus d’un millier de chansons, certaines - comme Fleur de Paris - ayant acquis une très grande popularité grâce notamment à Maurice Chevalier, Tino Rossi ou Luis Mariano.

## Biographie

### Jeunesse et débuts
Henri Bourtayre naît le 21 octobre 1915 à Biarritz dans les Basses-Pyrénées. Il commence par jouer du piano dans les cabarets de Biarritz et de la côte basque, et se produit localement comme animateur dans les réunions et les noces avec le chanteur André Dassary, qu’il suit à Paris, en 1937.

### Carrière
Henri Bourtayre est engagé aux éditions Ray Ventura, où il fait la connaissance de Raymond Legrand, musicien et chef d’orchestre, pour lequel il commencera à écrire à partir de 1941. Il remporte son premier grand succès avec Ma ritournelle, créée par Tino Rossi.
Presque toujours sur des paroles de Maurice Vandair, il écrit bientôt pour les grandes vedettes de l’époque : André Dassary, Tino Rossi, Maurice Chevalier, Georges Guétary. En 1944, Fleur de Paris fait figure d’hymne de la Libération. La fin de l’Occupation fait apparaître de nouvelles vedettes pour lesquelles Henri Bourtayre compose : Luis Mariano (Ma belle au bois dormant, 1944), Lina Margy (La Fille à Domingo) et surtout Jacques Hélian et son orchestre, qui succède à Raymond Legrand, et dont il devient le compositeur attitré.
Sans abandonner Maurice Vandair, Henri Bourtayre collabore souvent à l’époque avec un nouveau parolier, Henri Kubnick, producteur de radio. Au début des années 1950, Henri Bourtayre écrit notamment pour un nouveau venu dans le domaine du music-hall, Robert Lamoureux. Il est également ami de Louise Myres-Seguin, chanteuse, mariée à l'animateur Jo Darlay's, lesquels font connaître en province ses interprètes dans les années 1950.
Henri Bourtayre est l'auteur de la partition de quatre opérettes. Dans ce domaine, seule Chevalier du ciel (1955), avec Luis Mariano, obtint un réel succès. On doit encore à Henri Bourtayre la musique d’une cinquantaine de films.

### Vie privée
Henri Bourtayre est le père du compositeur Jean-Pierre Bourtayre (1942-2024).

## Œuvres

### Opérettes et revues
- 1947 : Miss Cow-Boy, Casino-Montparnasse
- 1950 : La Revue de l'Empire d'Albert Willemetz, Ded Rysel, André Roussin, musique Paul Bonneau, Maurice Yvain, Francis Lopez, Henri Bourtayre, mise en scène Maurice Lehmann et Léon Deutsch, théâtre de l'Empire (octobre)
- 1955 : Tout pour elles, Genève
- 1955 : Chevalier du ciel, Gaîté-Lyrique
- 1970 : Louisiane mes amours, théâtre du Châtelet

### Chansons
- 1941 : Ma ritournelle, paroles de Maurice Vandair, créée par Tino Rossi ;
- 1942 : Dans le chemin du retour, paroles de Maurice Vandair, créée par Tino Rossi ;
- 1942 : Quérida, paroles de Maurice Vandair, créée par Jaime Plana ; Marie José ;
- 1943 : La Guitare à Chiquita, paroles de Maurice Vandair, créée par Raymond Legrand ;
- 1943 : Mon cœur est toujours près de toi, paroles de Maurice Vandair, créée par Georges Guétary ;
- 1944 : El Cabrero, paroles de Maurice Vandair, créée par Marie José ;
- 1944 : Fleur de Paris, paroles de Maurice Vandair, créée par Maurice Chevalier, Jacques Hélian ;
- 1944 : Ma belle au bois dormant, paroles de Maurice Vandair, créée par Luis Mariano ;
- 1945 : Baisse un peu l’abat-jour, paroles de Marcel Delmas, créée par Élyane Célis ;
- 1945 : C’est la fête au pays, paroles de Maurice Vandair et Maurice Chevalier, créée par M. Chevalier ;
- 1945 : Ça fait chanter les Français, paroles de Maurice Vandair et Maurice Chevalier, créée par M. Chevalier ;
- 1945 : Chacun son rêve, paroles de Maurice Vandair, créée par Charles Trenet ;
- 1945 : Chansons grises… chansons roses, paroles d’Henri Kubnick, créée par Michel Roger ;
- 1945 : Lily Bye… bye !, paroles de Maurice Vandair, créée par Guy Berry et Jacques Hélian ;
- 1945 : Feu follet, paroles d’Henri Kubnick, créée par Michel Roger ;
- 1945 : La Fille à Domingo, paroles de Maurice Vandair, créée par Lina Margy ;
- 1946 : Le Swing à l’école, paroles de Syam et Georgius, créée par Fred Adison et son orchestre ;
- 1946 : Ah ! La danse atomique, paroles de Maurice Vandair
- 1946 : Pastourelle à Nina, paroles de Maurice Vandair, créée par Rudy Hirigoyen ;
- 1946 : Simple histoire, paroles d’André Hornez, créée par Lina Margy ;
- 1946 : Une Fleur sur l’oreille, paroles d’Henri Kubnick, créée par Guy Berry ;
- 1947 : Ma petite Hawaïenne, paroles de Maurice Vandair, créée par Tino Rossi ;
- 1949 : Soleil levant, paroles de Louis Poterat, créée par Jean Faustin et son orchestre; Odéon 282.311
- 1950 : Agur, paroles de Maurice Vandair, créée par André Dassary ;
- 1950 : La France en rose, paroles d’Albert Willemetz, créée par Arletty ;
- 1953 : Viens à la maison, paroles de Robert Lamoureux, créée par Robert Lamoureux ;
- 1954 : Il faut si peu de choses, paroles d’Albert Willemetz, créée par Yvonne Printemps ;
- 1966 : Oui au whisky (avec Jean-Pierre Bourtayre), paroles d’E. Meunier, créée par Maurice Chevalier.

### Musiques de films
- 1942 : Fièvres de Jean Delannoy
- 1943 : Le Chant de l'exilé d'André Hugon
- 1949 : Deux Amours de Richard Pottier
- 1950 : La Maison du printemps de Jacques Daroy
- 1951 : Piédalu à Paris de Jean Loubignac
- 1952 : Piédalu fait des miracles de Jean Loubignac
- 1952 : Foyer perdu de Jean Loubignac
- 1952 : Son dernier Noël de Jacques Daniel-Norman
- 1959 : Secret professionnel de Raoul André
- 1959 : Ça n'arrive qu'aux vivants de Tony Saytor
- 1961 : Alerte au barrage de Jacques-Daniel Norman
- 1973 : Mais où est donc passée la septième compagnie ? de Robert Lamoureux
- 1974 : Opération Lady Marlène de Robert Lamoureux
- 1974 : Impossible... pas français de Robert Lamoureux
- 1975 : On a retrouvé la septième compagnie de Robert Lamoureux
- 1977 : La Septième Compagnie au clair de lune de Robert Lamoureux

### Livres
- Henri Bourtayre, Fleur de Paris ou 50 ans de souvenirs et de chansons françaises, (livre de 240 pages accompagnant le double album Fleur de Paris (8 mai 45-8 mai 95) Autour de la victoire -EMI-Une musique, 1995.

### Dicographie
- 50 ans de chansons avec Henri Bourtayre, coll. « Du caf’conc’ au music hall » - EMI France, 1993
- Fleur de Paris (20 chansons d, . 25 artistes chantent les succès d'Henri Bourtayre - Marianne Mélodie, 2008
- Chevalier du ciel - Miss Cow-Boy- Tout pour elle, opérettes d'Henri Bourtayre - Marianne Mélodie, 2008
- Dansez sur les succès d'Henri Bourtayre - Marianne Mélodie, 2009